# 櫓
櫓（やぐら）とは日本の古代よりの構造物・建造物、または構造などの呼称。矢倉、矢蔵、兵庫などの字も当てられる。
1. 木材などを高く積み上げた仮設や常設の建築物や構造物。（見世物小屋や相撲、祭りの太鼓櫓・火の見櫓などの物見櫓等）
2. 古代からある城等に建てられた矢を納めた倉庫兼発射台、防衛用の仮設の掘立建物。（物見櫓（井楼）など）
3. 近世の城郭に建てられた矢や鉄砲を発射するための重層または単層の建造物。
4. 構造部位の名称（船櫓・炬燵櫓など）・技の名称（相撲の技・将棋の陣たて）

## 建物

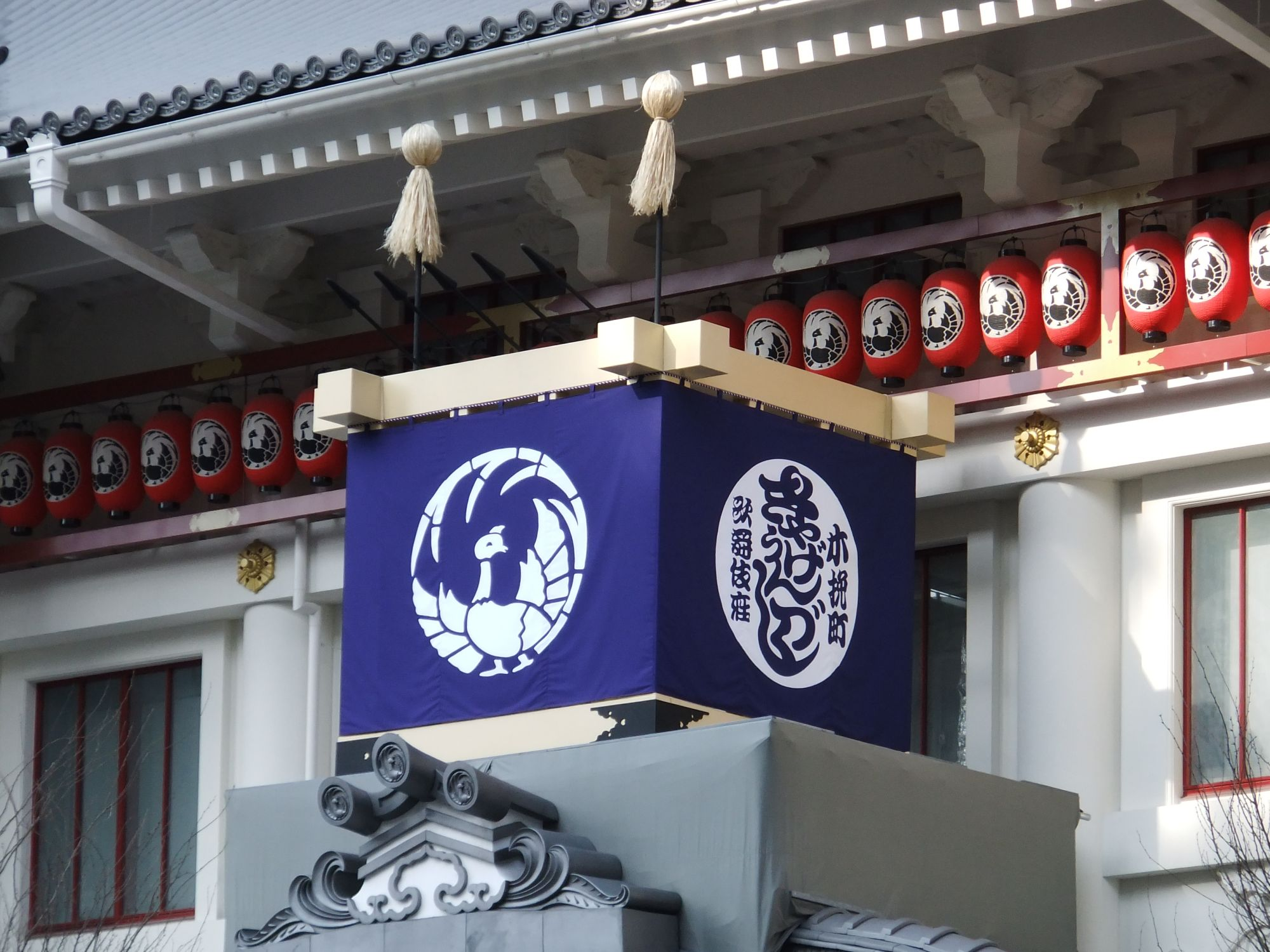
歌舞伎座の櫓
通常は11月の顔見世大歌舞伎の際に、正面入口の破風の上に揚げられる。

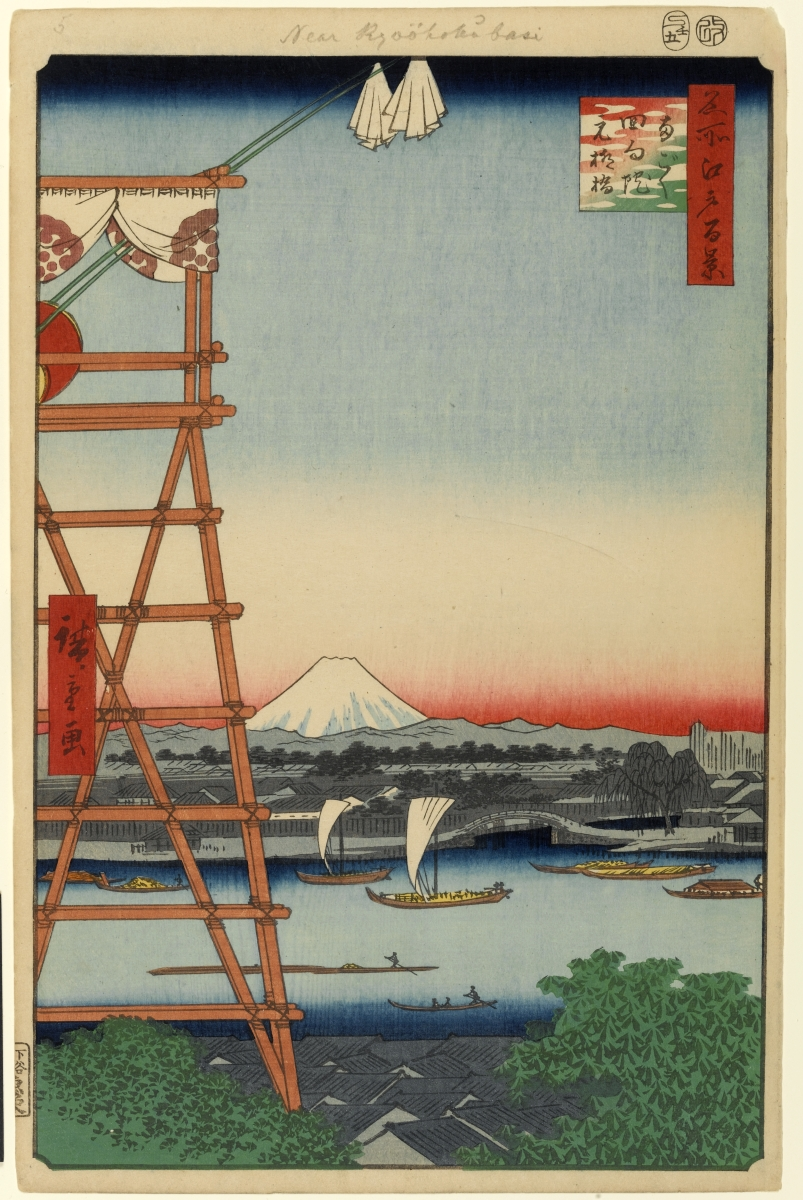
両国回向院の太鼓櫓

芝居櫓
芝居小屋の櫓は、人ひとりが乗れるほどの籠のような骨組みに、2本の梵天と5本の槍を組み合わせ、それを座の定紋を染め抜いた幕で囲った構築物で、これを木戸（入口）の上方に取り付け、かつてはそこで人寄せの太鼓を叩いた。この櫓をあげていることが官許の芝居小屋であることの証だった。明治以降も建築様式として引継がれ、歌舞伎を上演する常設の劇場ではその興行の際に櫓が上がった。
太鼓櫓
大相撲興行の際に、寄せ太鼓（当日の興行実施を知らせる）やはね太鼓（当日興行の終わりを知らせる）を打つための太鼓櫓をかつては必要に応じて構築していた。現在の両国国技館には安全上の観点から、エレベーターを備えた常設の太鼓櫓が備えられている。
祭り櫓
祭りや盆踊りなどの会場にするため、広場に塔状の構造物を仮設することがある。これも櫓と言う。櫓の上で音楽を演奏したり、櫓と繋いだ縄に飾りつけをして見栄えを整える。
火の見櫓
現在では、火災が発生したときに人が登って火事現場の位置を確認するとともに、上部に設置された半鐘をたたいて音で火事の発生を知らせるための建物として使われていたり、防災行政無線のスピーカーの設置塔となっていることも多い。半鐘櫓と呼ばれることもある。

## 建物以外

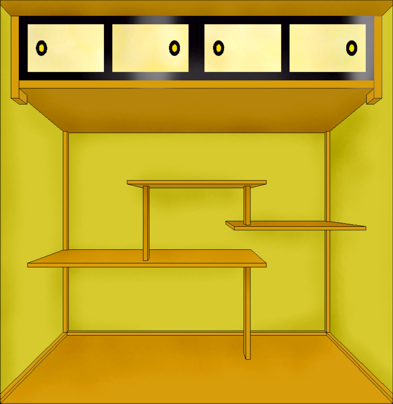
やぐら棚

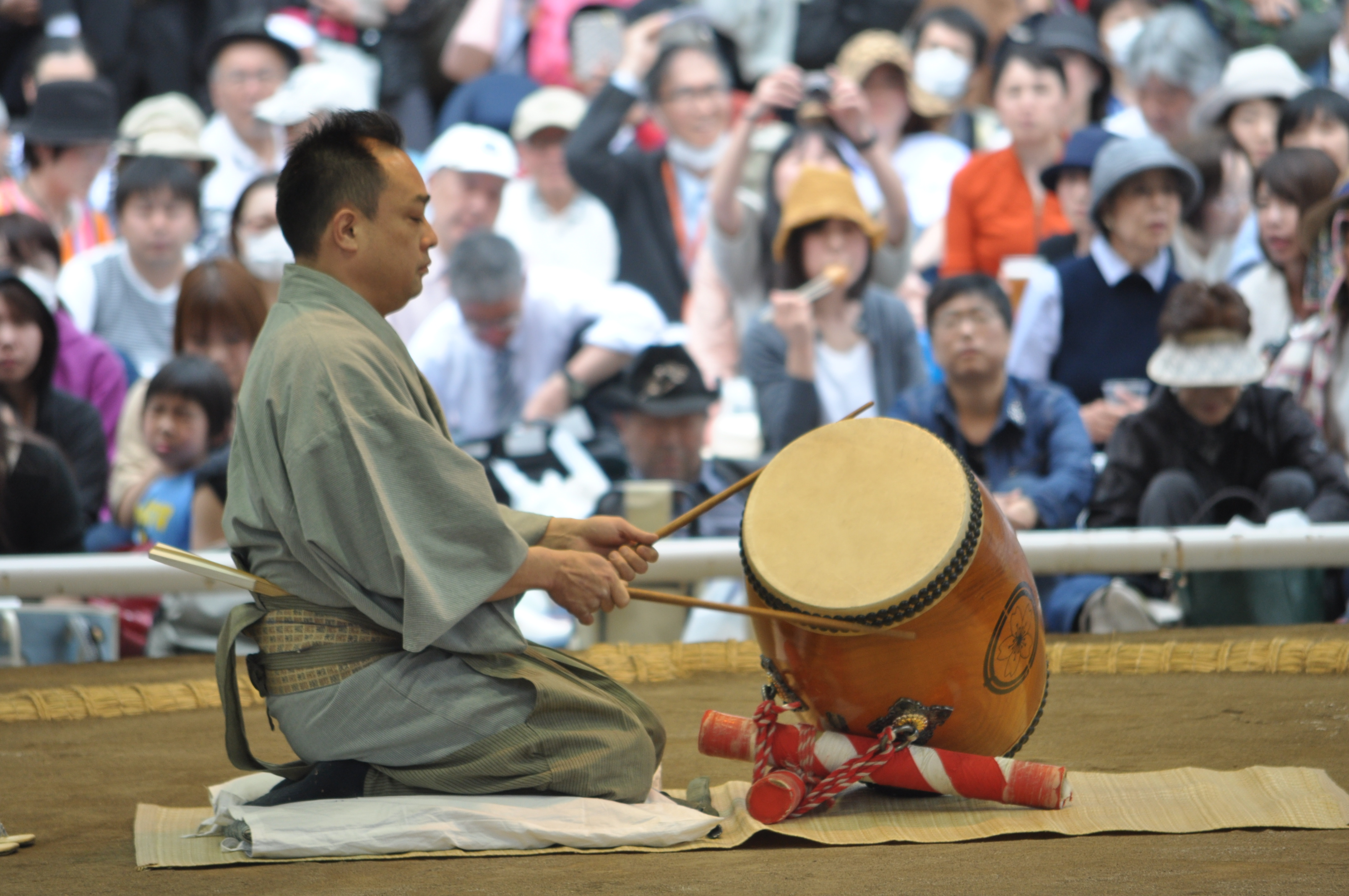
靖国神社奉納大相撲 櫓太鼓打分（2017年4月17日撮影）

大相撲の技大相撲には櫓投げという技がある。かつては上手櫓と下手櫓で区別していたが、決まり手制定の際に統一された。
将棋の矢倉将棋の囲いには矢倉囲いがある。居飛車戦法で用いられることが多い。
トーナメント表トーナメント戦で組み合わせが塔状に伸びていくことから、トーナメント表のことを「やぐら」ともいう。
違い棚書院造の違い棚の種類に「やぐら」がある。
炬燵掘り炬燵や炬燵などの脚を含む布団をかけるための骨組みを「櫓・やぐら」という。
人間騎馬・人間塔人を乗せる騎馬や組体操の組み手のことを「やぐら」ということがある。
船櫓大型和船の上部構造。甲板。
攻城櫓移動式の攻城用の櫓のこと。車輪が付けられており、移動しながら攻撃できる。同様のダシ矢倉（）は城の守備においても造られた。祇園祭（京都府京都市）などの祭典に用いられた「山車（）」はこれを利用したものであるという説がある。
土木杭打ち地業の際に杭を打つ装置として、丸太や鋼管などを組んで建てた仮設の構造物を「杭打ちやぐら」という。井戸を掘る際にもやぐらが建てられる。
油井油田において原油の掘削に用いる構造物の一つ。